# 650 (tal)
650 är det naturliga heltal som följer 649 och följs av 651.

## Matematiska egenskaper
- 650 är ett jämnt tal.
- 650 är ett sammansatt tal.
- 650 är ett ymnigt tal.
- 650 är ett primitivt ymnigt tal
- 650 är ett Rektangeltal.
- 650 är ett Pyramidtal.
- 650 är ett palindromtal i det kvarternära talsystemet.

## Inom vetenskapen
- 650 Amalasuntha, en asteroid.